# Kayden Pierre
Kayden Leighton Hugh Pierre (Rochester Hills, 16 februari 2003) is een Amerikaans voetballer die bij voorkeur als rechtsachter speelt. Hij tekende in de zomer van 2024 voor de Belgische eersteklasser KRC Genk.

## Carrière
In 2018 werd Pierre, op 15-jarige leeftijd, opgepikt bij Vardar SC door MLS-club Sporting Kansas City. Na enkele seizoenen de jeugdelftallen van de club te doorlopen kwam hij in augustus 2021 voor het eerst in beeld bij het eerste elftal van de club. De coach van het eerste elftal, Peter Vermes, haalde hem bij de selectie voor de wedstrijd in de Leagues Cup tegen het Mexicaanse Club León. Nadat basisspeler Jaylin Lindsey al na 15 minuten uitviel met een blessure mocht Pierre invallen. Sporting KC zou de wedstrijd uiteindelijk met zware 1-6 cijfers verliezen.
Op 4 september 2024 maakte de Belgische eersteklasser KRC Genk bekend dat het Pierre had overgenomen. Hij tekende er een contract voor 4 seizoenen en krijgt het rugnummer 2 toegewezen.

## Statistieken
| Seizoen | Club                 | Competitie          | Competitie | Competitie | Beker | Beker | Internationaal | Internationaal | Totaal | Totaal |
| Seizoen | Club                 | Competitie          | Wed.       | Dlp.       | Wed.  | Dlp.  | Wed.           | Dlp.           | Wed.   | Dlp.   |
| ------- | -------------------- | ------------------- | ---------- | ---------- | ----- | ----- | -------------- | -------------- | ------ | ------ |
| 2021    | Sporting Kansas City | Major League Soccer | 0          | 0          | 0     | 0     | 1              | 0              | 1      | 0      |
| 2022    | Sporting Kansas City | Major League Soccer | 19         | 0          | 3     | 0     | —              | —              | 22     | 0      |
| 2023    | Sporting Kansas City | Major League Soccer | 1          | 0          | 0     | 0     | 1              | 0              | 2      | 0      |
| 2024    | Sporting Kansas City | Major League Soccer | 7          | 0          | 1     | 0     | 1              | 0              | 9      | 0      |
| 2024/25 | KRC Genk             | Eerste klasse A     | 0          | 0          | 0     | 0     | —              | —              | 0      | 0      |
| Totaal  | Totaal               | Totaal              | 27         | 0          | 4     | 0     | 3              | 0              | 34     | 0      |

Bijgewerkt op 5 september 2024.